# Perilitus epitricis
Perilitus epitricis är en stekelart som beskrevs av Henry Lorenz Viereck 1912. Perilitus epitricis ingår i släktet Perilitus och familjen bracksteklar. Inga underarter finns listade i Catalogue of Life.